# Elgeyo-Marakwet County
Elgeyo-Marakwet County is een county in Kenia die in 2013 ontstond door het samenvoegen van de districten Elgeyo en Marakwet.